# بورغو
بورغو (بالإنجليزية: Burgaw)‏ هي مدينة أمريكية ومركز مقاطعة بيندر في ولاية كارولاينا الشمالية في الولايات المتحدة الأمريكية.

## التركيبة السكانية
حدّد مكتب تعداد الولايات المتحدة بيانات التركيبة السكانية لبورغو في تعداد الولايات المتحدة. في ما يلي، التركيبة السكانية حسب تعدادي 2000 و2010.

### تعداد عام 2000
بلغ عدد سكان بورغو 3,337 نسمة بحسب تعداد عام 2000، وبلغ عدد الأسر 954 أسرة وعدد العائلات 650 عائلة مقيمة في البلدة. في حين سجلت الكثافة السكانية 274 نسمة لكل كيلومتر مربع (709.7/ميل2). وبلغ عدد الوحدات السكنية 1,051 وحدة بمتوسط كثافة قدره 86.3 لكل كيلومتر مربع (223.5/ميل2).
وتوزع التركيب العرقي للبلدة بنسبة 51.21% من البيض و44.89% من الأمريكيين الأفارقة و0.69% من الأمريكيين الأصليين و0.12% من الأمريكيين ذوي الأصول الآسيوية و2.10% من الأعراق الأخرى و0.99% من عرقين مختلطين أو أكثر و4.50% من الهسبانيون أو اللاتينيون من أي عرق.
بلغ عدد الأسر 954 أسرة كانت نسبة 37.7% منها لديها أطفال تحت سن الثامنة عشر تعيش معهم، وبلغت نسبة الأزواج القاطنين مع بعضهم البعض 42.7% من أصل المجموع الكلي للأسر، ونسبة 22.2% من الأسر كان لديها معيلات من الإناث دون وجود شريك،  بينما كانت نسبة 3.2% من الأسر لديها معيلون من الذكور دون وجود شريكة وكانت نسبة 31.9% من غير العائلات. تألفت نسبة 28.6% من أصل جميع الأسر من عدة أفراد يعيشون في نفس المنزل ونسبة 13.2% كانت تتألف من شخص يعيش بمفرده يبلغ من العمر 65 عاماً أو أكثر. وبلغ متوسط حجم الأسرة المعيشية 2.39، أما متوسط حجم العائلات فبلغ 2.92.
بلغ العمر الوسطي للسكان 37.4 عاماً. وكانت نسبة 18.8% من القاطنين تحت سن الثامنة عشر، وكانت نسبة 5.8% بين الثامنة عشر والرابعة والعشرين عاماً، ونسبة 17.4% كانت واقعةً في الفئة العمرية ما بين الخامسة والعشرين والرابعة والأربعين عاماً، ونسبة 15.6% كانت ما بين الخامسة والأربعين والرابعة والستين، ونسبة 10.8% كانت ضمن فئة الخامسة والستين عاماً فما فوق. يوجد لكل 100 أنثى 80.6 ذكر، ويوجد لكل 100 أنثى في الثامنة عشر من عمرها فما فوق 74.9 ذكر.
بلغ متوسط دخل الأسرة في البلدة 28,819 دولارًا، أما متوسط دخل العائلة فبلغ 36,813 دولارًا. وكان متوسط دخل الذكور 29,750 دولارًا مقابل 21,792 دولارًا للإناث. وسجل دخل الفرد الخاص بالبلدة 13,831 دولارًا. وكانت نسبة 13% من العائلات ونسبة 19.3% من السكان تحت خط الفقر، وكان من هؤلاء نسبة 24.3% تحت سن الثامنة عشر ونسبة 20.2% في الخامسة والستين من العمر وما فوق.

### تعداد عام 2010
بلغ عدد سكان بورغو 3,872 نسمة بحسب تعداد عام 2010، وبلغ عدد الأسر 1,287 أسرة وعدد العائلات 781 عائلة مقيمة في البلدة. في حين سجلت الكثافة السكانية 317.9 نسمة لكل كيلومتر مربع (823.4/ميل2). وبلغ عدد الوحدات السكنية 1,473 وحدة بمتوسط كثافة قدره 120.9 لكل كيلومتر مربع (313.1/ميل2).
وتوزع التركيب العرقي للبلدة بنسبة 53.82% من البيض و39.62% من الأمريكيين الأفارقة و0.83% من الأمريكيين الأصليين و0.44% من الأمريكيين ذوي الأصول الآسيوية و0.10% من سكان جزر المحيط الهادئ و3.54% من الأعراق الأخرى و1.65% من عرقين مختلطين أو أكثر و7.23% من الهسبانيون أو اللاتينيون من أي عرق.
بلغ عدد الأسر 1,287 أسرة كانت نسبة 31.6% منها لديها أطفال تحت سن الثامنة عشر تعيش معهم، وبلغت نسبة الأزواج القاطنين مع بعضهم البعض 35.7% من أصل المجموع الكلي للأسر، ونسبة 20.2% من الأسر كان لديها معيلات من الإناث دون وجود شريك،  بينما كانت نسبة 4.7% من الأسر لديها معيلون من الذكور دون وجود شريكة وكانت نسبة 39.3% من غير العائلات. تألفت نسبة 34.1% من أصل جميع الأسر من عدة أفراد يعيشون في نفس المنزل ونسبة 15.9% كانت تتألف من شخص يعيش بمفرده يبلغ من العمر 65 عاماً أو أكثر. وبلغ متوسط حجم الأسرة المعيشية 2.28، أما متوسط حجم العائلات فبلغ 2.92.
بلغ العمر الوسطي للسكان 39.5 عاماً. وكانت نسبة 18.9% من القاطنين تحت سن الثامنة عشر، وكانت نسبة 9% بين الثامنة عشر والرابعة والعشرين عاماً، ونسبة 30.1% كانت واقعةً في الفئة العمرية ما بين الخامسة والعشرين والرابعة والأربعين عاماً، ونسبة 26.1% كانت ما بين الخامسة والأربعين والرابعة والستين، ونسبة 16% كانت ضمن فئة الخامسة والستين عاماً فما فوق. وتوزع التركيب الجنسي للسكان بنسبة 55.9% ذكور و44.1% إناث.